# Diasemia impulsalis
Diasemia impulsalis là một loài bướm đêm trong họ Crambidae.